# Krigets unga hjärtan
Krigets unga hjärtan (tyska: Unsere Mütter, unsere Väter) är en tysk dramaserie i tre delar från 2013. Serien visades i tyska TV-kanalen ZDF i mars 2013 och i svensk TV på SVT 1 i juni 2013.

## Handling
Fem vänner som lever i Berlin skiljs åt sommaren 1941 på grund av kriget, där de två bröderna Wilhelm och Friedhelm är tvungna att gå ut i strid på östfronten. Av de övriga ska Charlotte tjänstgöra som fältsköterska. Umbäranden och tragedier följer dem åt de närmaste åren. 
Wilhelm föddes 1920 och lever ännu. Greta och Friedhelm dog under kriget. Viktor och Charlotte är döda. Charlotte dog 2003. Friedhelm levde 1923–1945. Alla huvudrollfigurer är fiktiva.

## Rollista i urval
- Volker Bruch: Wilhelm Winter
- Tom Schilling: Friedhelm Winter
- Katharina Schüttler: Greta Müller
- Ludwig Trepte: Viktor Goldstein
- Miriam Stein: Charlotte
- Mark Waschke: SS-Sturmbannführer Dorn
- Christiane Paul: Lilija
- Sylvester Groth: Hiemer
- Henriette Richter-Röhl: Hildegard
- Götz Schubert: Doktor Jahn